# Zangi av Mosul
Imadeddin Zangi av Mosul (även Zangi, Zengui, Zenki, eller Zanki; turkiska: İmadeddin Zengi, arabiska: عماد الدین زنكي), född cirka 1085, död 14 september, 1146, var Aq Sunqur al-Hajibs son och far till Nur ad-Din Mahmud, guvernör av Aleppo under Malik Shah I. Hans far halshöggs för landsförräderi 1094, och Zengi uppfostrades av Karbuqa, Mosuls guvernör. Zangi erövrade Edessa år 1144, vilket startade det andra korståget.

## Biografi

### Tidigt liv
Zengis far, Aq Sunqur al-Hajib, guvernör i Aleppo under Malik-Shah I, halshöggs av Tutush I för förräderi 1094. Vid den tiden var Zengi ungefär 10 år gammal och uppfostrades av Kerbogha, guvernören i Mosul.

### Zengi mot Damaskus
Efter Toghtekins död 1128 hotades Syrien av ett maktvakuum som kunde öppna upp för nytt korstågsangrepp. Imad ad-Din blev atabeg i Mosul 1127 och i Aleppo 1128, och förenade de två städerna under sin personliga regel. Han blev formellt investerad som deras härskare av sultan Mahmud II. Zengi hade stöttat den unge sultanen mot hans rival, kalifen al-Mustarshid.
År 1130 allierade sig Zengi med Taj al-Mulk Buri i Damaskus mot korstågsriddarna, men det var bara en knep för att utöka sin makt. Han tog Taj al-Mulk Buris son till fånga och erövrade Hama från honom. İmadeddin belägrade också Homs, vars guvernör följde med honom vid tiden, men kunde inte erövra den. Han återvände till Mosul, där Taj al-Mulk Buris son och andra fångar från Damaskus löstes ut för 50 000 dinarer. Nästa år gick Zengi med på att återlämna 50 000 dinarer om Buri skulle leverera Dubais ibn Sadaqa, emiren av al-Hilla i Irak, som hade flytt till Damaskus för att undkomma al-Mustarshid. När en ambassadör från kalifen anlände för att hämta Dubais tillbaka, attackerade Zengi honom och dödade några av hans följeslagare. Ambassadören återvände till Bagdad utan Dubais.
Mahmud II dog 1131, vilket utlöste en kamp om efterträdaren. Eftersom Seljuk-prinsarna var upptagna med att strida mot varandra i Persien, marscherade Zengi mot Bagdad för att lägga det till sina herravälde. Han besegrades av kalifens trupper och undkom endast tack vare hjälpen från guvernören i Tikrit, Najm ad-Din Ayyub, framtida far till Saladin. Flera år senare skulle Zengi belöna guvernören med en position i sin armé, vilket banade väg för Saladins lysande karriär.
År 1134 blev Zengi inblandad i Artuqid-angelägenheter och allierade sig med emiren Timurtash (son till Ilghazi) mot Timurtash kusin Rukn al-Dawla Da'ud. Zengis verkliga önskningar låg dock i söder, i Damaskus. År 1135 fick Zengi en vädjan om hjälp från Shams ul-Mulk Isma'il, som hade efterträtt sin far Buri som emir i Damaskus och som var rädd för sitt liv från sina egna medborgare, som ansåg honom vara en grym tyrann. Ismail var villig att överlämna staden till Zengi för att återställa freden. Ingen av Isma'ils familj eller rådgivare ville dock ha detta, och Isma'il mördades av sin egen mor, Zumurrud, för att förhindra honom från att överlämna staden till Zengis kontroll. Isma'il efterträddes av sin bror Shihab al-Din Mahmud.
Imadeddin Zengi lät sig inte nedslås av denna händelse och anlände till Damaskus ändå, med avsikt att erövra staden. Belägringen varade en tid utan framgång för Imadeddin Zengi, så en vapenvila ingicks och Shahib al-Dins bror Bahram-Shah gavs som gisslan. Samtidigt nådde nyheten om belägringen kalifen i Bagdad, och en budbärare sändes med order till Zengi att lämna Damaskus och ta kontroll över styret i Irak. Budbäraren ignorerades, men Zengi avbröt belägringen enligt villkoren i vapenvilan med Shihab al-Din. På vägen tillbaka till Aleppo belägrade Zengi Homs, vars guvernör hade gjort honom arg, och Shihab al-Din svarade på stadens vädjan om hjälp genom att sända Mu'in al-Din Unur för att styra den.

### Död och arv
Imadeddin Zengi fortsatte sina försök att ta Damaskus 1145, men han blev mördad av en frankisk slav vid namn Yarenkush i september 1146. Imadeddin Zengi var grundaren av den namngivna Zengid-dynastin. I Mosul efterträddes han av sin äldste son Sayf al-Din Ghazi I, och i Aleppo efterträddes han av sin andra son Nur al-Din. När Sayf dog 1149 efterträddes han i Mosul av en tredje son Qutb al-Din Mawdud. Enligt korsfararlegenden var Zengis mor Ida av Österrike (modern till Leopold III av Österrike), som hade tagits till fånga under korståget 1101 och placerats i ett harem. Hon var 46 år 1101, Zengi föddes 1085 och hans far dog 1094, så detta är inte möjligt.
Zengi var modig, stark i ledarskap och en mycket skicklig krigare enligt alla muslimska krönikörer på hans tid. Till skillnad från Saladin i Jerusalem 1187 höll inte Zengi sitt ord att skydda sina fångar i Baalbek 1139. Enligt Ibn al-'Adim hade Zengi "svurit till citadellets folk med starka eder och på Koranen och skilsmässa (från sina fruar). När de kom ner från citadellet svek han dem, flådde dess guvernör och hängde resten."
Enligt Ibn 'al-Adim:
Atabegen var våldsam, mäktig, imponerande och kunde attackera plötsligt... När han red brukade trupperna gå bakom honom som om de var mellan två trådar, av rädsla att de skulle trampa ner skörden, och ingen vågade av rädsla trampa på en enda stjälk (av dem) eller rida sin häst på dem... Om någon överträdde, blev han korsfäst. Han (Zengi) brukade säga: "Det händer inte att det finns mer än en tyrann (vilket betyder honom själv) åt gången".
Efter hans död  tog hans äldre son I. Seyfeddin Gazi tronen över i Mosul och hans yngre son Nûreddin Mahmud Zengî i Aleppo.